# Mami Koyama
Mami Koyama (小山 茉美?, Koyama Mami; Nishio, 17 gennaio 1955) è una doppiatrice giapponese.

## Biografia
Doppiatrice tra le più popolari in patria, lavora per la Aoni Production ed è principalmente nota per aver doppiato Laura, Charlotte LinLin e Kaguya Ōtsutsuki.

## Vita privata
Dal 1976 al 1983 è stata sposata con Tōru Furuya, suo collega nel doppiaggio di molte opere come Mobile Suit Gundam, Lamù, I Cavalieri dello zodiaco e Detective Conan.

## Ruoli

### Serie animate
- Yayoi Kikyouya (giovane) in Ikkyū-san
- Enmy in Metropolis
- Ryoko Mendo e la princepessa Amaterasu in Lamù
- Vermouth in Detective Conan
- Chiren in Battle Angel Alita
- Miki in City Hunter
- Chiyoko (mezza età) in Millennium Actress
- Kycilia Zabi in Mobile Suit Gundam
- Karen Kasumi in X/1999 (versione cinematografica)
- Lunch (Laura) in Dragon Ball e Dragon Ball Z
- Tisifone ne I Cavalieri dello zodiaco e Saint Seiya Ω
- Green Esmeraude in Sailor Moon R
- Arale Norimaki in Dr. Slump (1981) e Dragon Ball Super
- Karen Joshua in Mobile Suit Gundam: L'Ottavo Plotone
- Korosuke in Kiteretsu Daihyakka
- Talia Gladys in Gundam Seed Destiny
- Mana Isozaki in Silent Möbius
- Eva Heinemann in Monster
- Balalaika in Black Lagoon
- Karina in Verso la Terra... (film)
- Gigì in Il magico mondo di Gigì (1982)
- Nils in Il viaggio meraviglioso di Nils Holgersson
- Anmitsu Hime in Anmitsu Hime
- Fukiko "Miss Miya" Ichinomiya in Caro fratello
- Queen Serenity in Sailor Moon Crystal
- Kaguya Ootsutsuki in Naruto Shippuden
- Annie Brighton in Candy Candy
- Josephine (Jo) March in Piccole donne
- Mimì Hijiri in Ashita e attack
- Big Mom/Charlotte Linlin in One Piece
- Mary Alice Young (narratrice) nel doppiaggio giapponese di Desperate Housewives
- Nonna in  The Promised Neverland
- Alberta in Violet Evergarden

### Film animati
- Kei in Akira
- Athena Areios in Appleseed (film)
- Miki in City Hunter The Movie: Angel Dust
- Oyuki in La spada dei Kamui
- Fujiko Mine in Lupin III - La cospirazione dei Fuma
- Big Mom/Charlotte Linlin in One Piece Film: Red

### Videogiochi
- Tina Armstrong in Dead or Alive
- Lunch in Dragon Ball Z: Budokai 3
- Arale Norimaki e Lunch in Dragon Ball Z: Budokai Tenkaichi 3
- Lunch in Dragon Ball: Origins
- Arale Norimaki in Dragon Ball: Revenge of King Piccolo
- Arale Norimaki e Lunch in Dragon Ball: Origins 2
- Lunch in Dragon Ball Legends
- Lunch e Arale Norimaki in Dragon Ball Z: Kakarot
- Amber in Dragon Quest XI S: Echi di un'era perduta - Edizione Definitiva
- Kycilia Zabi in Dynasty Warriors: Gundam
- Kycilia Zabi in Dynasty Warriors: Gundam 2
- Hel in Fire Emblem Heroes
- Era in God of War III
- Tisifone in I Cavalieri dello zodiaco - Il Santuario
- Arale Norimaki in J-Stars Victory Vs+
- Kaguya Ootsutsuki in Jump Force
- Lady Yodo in Kessen
- Mei Sanniang in Kessen II
- Kycilia Zabi in Mobile Suit Gundam: Encounters in Space
- Kaguya Ootsutsuki in Naruto Shippuden: Ultimate Ninja Storm 4
- Kaguya Ootsutsuki in Naruto to Boruto: Shinobi Striker
- Kaguya Ootsutsuki in Naruto x Boruto Ultimate Ninja Storm Connections
- Big Mom/Charlotte Linlin in One Piece: Pirate Warriors 4
- Owa in Ore no Shikabane o Koete Yuke
- Maria in Phantasy Star Online 2
- Metal Gear Mk. II in Snatcher
- Misumi in Summon Night 3
- Kycilia Zabi in Super Robot Wars Alpha
- Midori Fujiyama e Remy Shimada in Super Robot Wars Alpha 2
- Midori Fujiyama, Kiyaya Bufu e Remy Shimada in Super Robot Wars Alpha 3
- Aisa in Super Robot Wars A Portable
- Talia Gladys in Super Robot Wars Z
- Maltran in Tales of Zestiria
- Clementia Foerster in Valkyria Chronicles II
- Clementia Foerster in Valkyria Chronicles III
- Raqura in Xenoblade Chronicles 2